# Уидлин, Джейн
Джейн Мари́ Женевье́в Уи́длин (англ. Jane Marie Genevieve Wiedlin; 20 мая 1958, Окономовок, Висконсин, США) — американский музыкант, автор песен и актриса

.

## Ранние годы
Джейн Уидлин родилась в Окономовок, округ Уокеша, штат Висконсин, пригород Милуоки. Её отец, Роберт Уидлин-старший, челюстно-лицевой хирург, родился в Чикаго, штат Иллинойс, и имеет немецкие и швейцарские корни. Её мать, Бетти Джейн (урождённая Герро), ливанского происхождения, родом из Окономовока, где поселились многие иммигранты из Ливана. Родители Уидлин встречались во время учёбы в Университете Маркетт, а затем поженились. Джейн провела свое раннее детство в Западном Аллисе, другом пригороде Милуоки, штат Висконсин. Она — одна из пяти детей, имеет одну сестру и трёх братьев, выросла в католической семье. Когда Уидлин было шесть лет, её отец устроился на работу в Департамент по делам ветеранов в Соединённых Штатах, в больницу VA в Лос-Анджелесе, и семья последовала за ним.
В детстве Уидлин любила слушать поп-музыку 1960-х годов, особенно песни The Beatles и The Monkees. В то время, когда она была подростком, Уидлин была поклонницей Sparks. Годы спустя она записала с ними «Cool Places». Уидлин заявила: «Я помню своё детство, как очень идиллическое». Уидлин также с юмором упомянула о подростковом возрасте и сказала: «Я определенно была депрессивным подростком. Я думала, что жизнь была совершенно бессмысленной, когда я училась в старшей школе, но всего через несколько лет со мной случилось приключение всей жизни в успешной рок-группе!». Уидлин посещала среднюю школу Уильяма Говарда Тафта в Лос-Анджелесе с 1972 по 1976 год.

## Карьера
Наиболее известна как ритмист-гитарист и бэк-вокалист женской группы The Go-Go. Позже Уидлин начала сольную музыкальную карьеру, записала четыре студийных альбома.
Также снимается в кино и на телевидении, занимается озвучкой. На её счету более сорока работ.

## Личная жизнь
В 1987—1999 годы Джейн была замужем за Джедом Мэлоуном.
В 2004—2005 годы Джейн была замужем за Дэвидом Троттером.

## Избранная фильмография
| Год       |    | Русское название                     | Оригинальное название                     | Роль                                                |
| --------- | -- | ------------------------------------ | ----------------------------------------- | --------------------------------------------------- |
| 1985      | ф  | Улика                                | Clue                                      | поющая девушка-телеграмма                           |
| 1986      | ф  | Звёздный путь 4: Путешествие домой   | Star Trek IV: The Voyage Home             | инопланетянин-сотрудник по связям с общественностью |
| 1989      | ф  | Невероятные приключения Билла и Теда | Bill & Ted's Excellent Adventure          | Жанна д’Арк                                         |
| 1993      | мс | Том и Джерри. Детские годы           | Tom & Jerry Kids                          | имя персонажа неизвестно                            |
| 1998      | мс | Новые приключения Бэтмена            | The New Batman Adventures                 | Шэннон / Миранда Кейт                               |
| 1999      | мф | Скуби-Ду и призрак ведьмы            | Scooby-Doo! and the Witch's Ghost         | Даск                                                |
| 1999      | мс | Царь горы                            | King of the Hill                          | Кейт                                                |
| 1999—2002 | мс | Мишн Хилл                            | Mission Hill                              | Гвен                                                |
| 2000      | мс | Дикая семейка Торнберри              | The Wild Thornberrys                      | Федра                                               |
| 2003      | мс | Как говорит Джинджер                 | As Told by Ginger                         | Хоуп Роджерс                                        |
| 2003      | мф | Скуби-Ду и легенда о вампире         | Scooby-Doo! And the Legend of the Vampire | Даск                                                |
| 2003      | мс | Дак Доджерс                          | Duck Dodgers                              | Кассиопея                                           |
| 2006      | мф | Страшно живи! Страшно умри!          | Live Freaky Die Freaky                    | Кассиопея                                           |
| 2010—2013 | мс | Скуби-Ду: Мистическая корпорация     | Scooby-Doo! Mystery Incorporated          | Даск                                                |